# Stratheden
Stratheden, in Gaelico scozzese Srath Aodainn), è un piccolo villaggio del Fife, Scozia, Regno Unito situato a circa km 3 ovest da Cupar, a nord di Springfield. 
Nel villaggio si trova un ospedale psichiatrico noto anche come Cupar Asylum and Springfield Asylum.